# Joe Noteboom
Joseph Noteboom (Plano, 19 giugno 1995) è un giocatore di football americano statunitense che milita nel ruolo di offensive tackle per i Los Angeles Rams della National Football League (NFL).

## Carriera

### Los Angeles Rams
Noteboom fu scelto nel corso del terzo giro (89º assoluto) del Draft NFL 2018 dai Los Angeles Rams. Il 9 giugno 2018 firmò un contratto quadriennale del valore di 3,45 milioni di dollari. Debuttò come professionista subentrando nella gara del primo turno vinta contro gli Oakland Raiders. La sua prima stagione regolare si chiuse disputando tutte le 16 partite, nessuna delle quali come titolare. Nei playoff, i Rams batterono i Cowboys e i Saints, qualificandosi per il loro primo Super Bowl dal 2001.

## Palmarès

### Franchigia
- Super Bowl : 1

Los Angeles Rams: LVI
- National Football Conference Championship: 2

Los Angeles Rams: 2018, 2021